# Peter Pewas
Peter Pewas (* 22. März 1904 in Berlin als Walter Emil Hermann Schulz; † 13. September 1984 in Hamburg) war ein deutscher Filmregisseur und Werbegraphiker (Filmplakate).

## Leben
Der Sohn des Schuhmachermeisters Hermann Schulz besuchte kurz das Bauhaus in Weimar, unterrichtete an einer Dekorationsschule und betätigte sich an einer Arbeiterbühne. Nach 1933 arbeitete er als Werbegrafiker und entwarf Kinoplakate und Werbematerial für Filme.
Ab 1932 begann er mit Aufnahmen für einen Dokumentarfilm über den Alexanderplatz in Berlin, doch wurde Pewas 1934 festgenommen, der Film beschlagnahmt und Pewas wegen Verdacht auf Hochverrat 1935 kurzzeitig inhaftiert.
Seit 1938 besuchte er die Deutsche Filmakademie Babelsberg und wurde Regie-Assistent bei Wolfgang Liebeneiner, an dessen Filmen Bismarck und Ich klage an er mitwirkte. Pewas inszenierte selbst einige Kurzfilme sowie den Spielfilm Der verzauberte Tag. Der unkonventionelle Film wurde verboten und Pewas zum Volkssturm eingezogen.
Nach Kriegsende führte er 1947 bei einem Aufklärungsfilm der DEFA mit dem Titel Straßenbekanntschaft Regie. Dann ging er nach München, wo er mit amerikanischer Lizenz seine eigene Produktionsfirma Report-Film gründete, mit der er aber nur den Kurz-Dokumentarfilm Menschen – Städte – Schienen realisierte. Für andere Filmgesellschaften drehte er weitere Kurzfilme und den Spielfilm Viele kamen vorbei.
Der Außenseiter Pewas konnte in der deutschen Filmwelt der fünfziger Jahre nicht Fuß fassen und wandte sich notgedrungen der Malerei zu. 1978 wurde im Rahmen einer Retrospektive verbotener deutscher Filme bei den Filmfestspielen von Berlin sein Film Der verzauberte Tag wiederentdeckt. 1981 wurde ihm dort eine Hommage gewidmet.

## Auszeichnungen
- 1951: Deutscher Kritikerpreis für Herbstgedanken
- 1952: Urkunde beim Bundesfilmpreis als lobende Anerkennung für Produktion und Regie von Herbstgedanken
- 1964: Katholischer Filmpreis für Indem wir dienen...
- 1967: Filmband in Silber für Kennzeichen Luftballon
- 1984: Filmband in Gold für langjähriges und hervorragendes Wirken im deutschen Film

## Filmografie
- 1934: Alexanderplatz überrumpelt (Kurz-Dokumentarfilm, unvollendet)
- 1939: Zwischen Abend und Morgen (Kurzfilm, unvollendet)
- 1941: Eine Stunde (Kurzspielfilm, nicht veröffentlicht)
- 1942: Zweiklang (Kurzspielfilm, nicht aufgeführt)
- 1944: Der verzauberte Tag (1944 verboten), UA: 1947
- 1945: Befreite Musik (Kurz-Dokumentarfilm)
- 1946: Wohin Johanna? (Wahlwerbefilm der SED)
- 1948: Straßenbekanntschaft
- 1949: Menschen – Städte – Schienen (Kurz-Dokumentarfilm)
- 1950: Herbstgedanken (Kurzfilm)
- 1951: Die Schuld des Dr. Homma
- 1952: Putzke will es wissen (Kurzfilm)
- 1953: Der Modespiegel. 1. Folge (Kurz-Dokumentarfilm)
- 1954: Der Modespiegel. 2. Folge (Kurz-Dokumentarfilm)
- 1956: Viele kamen vorbei
- 1956: Der nackte Morgen (Kurz-Dokumentarfilm)
- 1957: Verliebt in Kleider (Kurzfilm)
- 1958: Er ging an meiner Seite (Kompilationsfilm)
- 1959: Verliebt in St. Gallen (Kurz-Dokumentarfilm)
- 1960: Job oder Beruf? (Kurz-Dokumentarfilm)
- 1961: Vormittag eines alten Herrn (Kurzfilm)
- 1964: Indem wir dienen... (Kurz-Dokumentarfilm)
- 1967: Kennzeichen Luftballon (Kurz-Dokumentarfilm)
- 1971: Zement für die Society (Kurz-Dokumentarfilm)

## DVD
- Peter Pewas. Filme 1932 – 1967, Absolut Medien, Berlin 2010, ISBN 978-3-89848-528-9; 2 DVD